# Царгуш, Денис Игоревич
Дени́с И́горевич Царгу́ш (абх. Денис Игор-иԥа Царгәы́шь; род. 1 сентября 1987 года, Гудаута, Абхазская ССР) — российский борец вольного стиля. Бронзовый призёр Олимпийских игр 2012 года, трёхкратный чемпион мира (2009, 2010, 2014), трёхкратный чемпион Европы (2010, 2011, 2012), пятикратный чемпион России (2006, 2009, 2010, 2012, 2014). Заслуженный мастер спорта России. По национальности — абхаз По вероисповеданию — мусульманин.

## Спортивная карьера
На одном из юношеских турниров был замечен тренерами ЦСКА и получил предложение тренироваться в ЦСКА, которое спортсмен принял.
Имея в своём активе титул чемпиона мира среди юниоров, две победы в Кубке мира и на чемпионате России, в 2009 году дебютировал на взрослом чемпионате мира в Хернинге, где также добился победы и стал первым чемпионом мира по вольной борьбе из Абхазии.
В 2010 году в третий раз в карьере выиграл чемпионат России и вошёл в состав сборной России на чемпионат Европы в Баку, где Денис впервые завоевал титул чемпиона Европы.
На чемпионате мира по борьбе в Москве защитил титул чемпиона мира в весовой категории до 74 кг, победив в финале иранца Садеха Саеда Гударзи — 1:0, 3:0. Медаль Дениса оказалась для России юбилейной, сотой золотой медалью, выигранной российскими борцами на чемпионатах мира.
На Олимпийских играх 2012 года в Лондоне Денис Царгуш завоевал бронзовую медаль в весовой категории до 74 кг. В борьбе за выход в финал он уступил своему старому знакомому — американцу Джордану Барроузу, которому до этого уже уступил на чемпионате мира в Стамбуле. Схватка проходила в 3 периода, и американец смог вырвать победу лишь за 10 секунд до финального свистка. В поединке за третье место Царгуш выиграл у канадца Мэтью Джентри со счетом 1-0, 2-0. В полуфинале чемпионата мира 2014 года взял реванш у Джордана Барроуза, выиграв уверенно 9-2.
На чемпионате России 2016 боролся в привычной для себя категории до 74 кг и дошёл до финала, где уступил Аниуару Гедуеву, тем самым лишив себя права борьбы за место в олимпийской сборной России по вольной борьбе.

## Достижения
- Чемпионат мира по борьбе (Ташкент, 2014);
- Спортивная борьба на летней Универсиаде (Казань, 2013);
- Летние Олимпийские игры (Лондон, 2012);
- Чемпионат Европы по борьбе (Белград, 2012);
- Чемпионат Европы по борьбе (Дортмунд, 2011);
- Чемпионат мира по борьбе (Хернинг, 2009);
- Чемпионат мира по борьбе (Москва, 2010);
- Чемпионат Европы по борьбе (Баку, 2010);

## Награды
- Медаль ордена «За заслуги перед Отечеством» II степени (13 августа 2012 года) — за большой вклад в развитие физической культуры и спорта, высокие спортивные достижения на Играх XXX Олимпиады 2012 года в городе Лондоне (Великобритания)[7].
- Заслуженный мастер спорта России (2 августа 2010 года)[8].
- Почётная грамота Президента Российской Федерации (19 июля 2013 года) — за высокие спортивные достижения на XXVII Всемирной летней универсиаде 2013 года в городе Казани[9].
- Орден Республики Абхазия «Честь и слава» II степени (Абхазия, 6 октября 2009 года) — за выдающиеся спортивные достижения, за пропаганду физической культуры и спорта[10].